# Achim-Verdener Geest
Die Achim-Verdener Geest ist ein Teilgebiet der Stader Geest im zentralen und nordöstlichen Niedersachsen.

## Geografie
Die Achim-Verdener Geest liegt im Landkreis Verden und im Altkreis Rotenburg (Wümme) und erstreckt sich nördlich der Weser in West-Ost-Richtung. Nördlich wird sie von der ebenfalls zur Stader Geest gehörenden Wümmeniederung begrenzt, die hier teilweise das Hellweger Moor bildet. Historisch gehört das Gebiet zum früheren Territorium Verden. Im äußersten Osten bildet die Lintelner Geest (auch Verdener Heide) einen Übergang von der Stader Geest zur Lüneburger Heide. Größter Ort dort ist Kirchlinteln. Ein Teil der Gemeinden hat sich aus Gründen der Tourismus- und Infrastrukturplanung dem Verbund Mittelweserregion angeschlossen oder orientiert sich touristisch in Richtung der bekannteren Lüneburger Heide. Auf Verdener Stadtgebiet liegen die Verdener Dünen.

## Naturräumliche Gliederung
Die naturräumliche Haupteinheit der Achim-Verdener Geest ist Teil der Haupteinheitengruppe Stader Geest (Nummer 63, zweistellig) innerhalb des Norddeutschen Tieflandes (Großregion 1. Ordnung) und spaltet sich wie folgt in Unternaturräume auf:
- (zu 63 Stader Geest, D27)
  - 630 Achim-Verdener Geest[2]
    - 630.02 Verdener Geest
    - 630.04 Lehrdeniederung
    - 630.05 Lohberg
    - 630.06 Stellichter Niederung
    - 630.07 Sehlinger Geest
    - 630.08 Ahausener Geest

## Landschaftsbild
Die Achim-Verdener Geest zeigt von West nach Ost einen Übergang von großstädtischem Bremer Umland zu landwirtschaftlich geprägtem Gebiet im Bereich der Lintelner Geest. Typisch sind Moränenhügel mit ausgedehnten Wald-, Heide- und Moorgebieten, in denen vielfach Energie durch Windkraft gewonnen wird. Außerdem charakteristisch sind die sogenannten Wümmewiesen, etwa in Ottersberg, Sagehorn und Fischerhude.

## Orte
- Achim
- Ahausen
- Kirchlinteln
- Kirchwalsede
- Langwedel
- Oyten
- Westerwalsede
- Verden (Aller)